# Vista Outdoor
Vista Outdoor ist eine US-amerikanische Holdinggesellschaft für mehrere Waffen- und Munitionshersteller sowie für Hersteller sogenannter Outdoor-Produkte. 
Das Unternehmen entstand 2015 aus der ehemaligen zivilen Sparte von Alliant Techsystems, die bereits seit 2001 bestand und zu diesem Zeitpunkt ihre Unabhängigkeit erlangte. Zu den Marken des Unternehmens gehören unter anderem CCI, Bushnell, Federal Premium, Remington Arms, Savage Arms, Weaver und Giro. Vista betreibt 18 Produktionsstätten in den Vereinigten Staaten, Puerto Rico, Mexiko und Kanada. Der erzielte Umsatz wird zu 54 % im Bereich der Schusswaffen und Munition und zu 46 % im Bereich der sonstigen Outdoor-Artikel erzielt. 70 % der Abnehmer sind US-amerikanische Verbraucher, 20 % sind internationale Kunden und der Rest besteht aus Kunden aus den Reihen des Militärs und offizieller Sicherheitskräfte (Stand: Februar 2018).
Im Oktober 2023 verkaufte Vista Outdoor den Munitionshersteller CCI mit den Marken Federal, HEVI-Shot, Remington and Speer an die tschechische Czechoslovak Group für 1,91 Mrd. Dollar. Vista Outdoor soll in Revelyst Inc. umbenannt werden.